# Michel Luc
Michel Luc (ur. 7 lutego 1927 w Tunisie, zm. 18 stycznia 2010) – francuski nematolog i fitopatolog. Specjalista od grzybic i nematoz roślin tropikalnych.
Michel Luc urodził się w 1927 w Tunezji. W 1945 rozpoczął studia biologiczne na Sorbonie, gdzie botaniki uczył go Georges Mangenot, a zoologii Pierre-Paul Grassé. W 1948 otrzymał tytuł licencjata nauk przyrodniczych i w 1950 zaczął pracę w ORSTOMie (obecne IRD). Następnie zatrudniony został w laboratorium fitopatologii w Centre of Adiopodoumé przy IDERT w Wybrzeżu Kości Słoniowej, gdzie pracował pod kierownictwem Jeana Chevaugeona. W roku 1954 uczył się nematologii od Victora Nigona w Lyonie, Luciena De Conincka w Gandawie oraz Jana Seinhorsta i Michaela Oostenbrinka w Holandii. Od 1955 znów pracował w IDERT, gdzie w 1960 został dyrektorem tymczasowym, a w latach 1966–69 był dyrektorem pełnoetatowym całego centrum. Następnie pracował jeszcze w laboratorium Maurice’a Reittera w INRA, założył własne laboratorium nematologiczne w Dakarze, aż w 1975 wrócił do Paryża, gdzie kontynuował pracę, zostając m.in. kierownikiem Wydziału Biologii ORSTOMu. W 1992 odszedł na emeryturę.
Początkowo Michel zajmował się fitopatologią, specjalizując się w chorobach grzybowych roślin tropikalnych. Największy wkład wniósł jednak w nematologię roślin, którą zajmował się przez większość kariery. Opisał dziesiątki nowych gatunków nicieni. W sumie opublikował ponad 150 prac nematologicznych. Zasiadał w radach redakcyjnych czasopism Nematologia Mediterranea, Nematologica, Revue de Nématologie oraz Fundamental  and  Applied  Nematology. W 1986 został wybrany członkiem Society of Nematologists, w 1989 członkiem honorowym Académie d’agriculture de France, a w 1992 European Society of Nematologists. Odznaczony został Chevalier de l’Ordre National du Mérite, Officier de l’Ordre du Mérite Agricole oraz Médaille du mérite ivoirien, a w 1966 został obywatelem honorowym miasta Daytona Beach na Florydzie.